# 新潮ミステリー大賞
新潮ミステリー大賞（しんちょうミステリーたいしょう）は、株式会社新潮社が主催する長編ミステリーの公募文学賞。

## 概要
募集対象は、ストーリー性豊かな、広義のミステリー小説。新潮社主催、東映後援で、最終候補作品は東映が優先的に映像化する権利を保有し、映像化が検討される。
かつて開催されていた日本推理サスペンス大賞（日本テレビ主催、新潮社協力、1988年 - 1994年）、新潮ミステリー倶楽部賞（新潮社主催、1996年 - 2000年）、ホラーサスペンス大賞（新潮社・幻冬舎・テレビ朝日主催、2000年 - 2005年）の3賞の後継と位置づけられている。

## 選考委員
- 第1回 - 第7回：伊坂幸太郎、貴志祐介、道尾秀介[3][4]
- 第8回 -      　　  : 貴志祐介、道尾秀介、湊かなえ

## 選考結果
| 回（年）         |          | 作者           | タイトル                                                  | 初刊       | 映像化     |
| ---------------- | -------- | -------------- | --------------------------------------------------------- | ---------- | ---------- |
| 第1回（2014年）  | 大賞     | 彩藤アザミ     | サナキの森                                                | 2015年1月  |            |
| 第1回（2014年）  | 最終候補 | 相川啓太       | 世界の果てより、愛をこめて                                |            |            |
| 第1回（2014年）  | 最終候補 | 九頭竜正志     | さとり世代探偵のゆるやかな日常                            | 2015年4月  |            |
| 第1回（2014年）  | 最終候補 | 森下淳士       | クロス・ザ・ボーダー・オールスター                        |            |            |
| 第2回（2015年）  | 大賞     | 一條次郎       | レプリカたちの夜                                          | 2016年1月  |            |
| 第2回（2015年）  | 最終候補 | 九頭竜正志     | 卵の中                                                    |            |            |
| 第2回（2015年）  | 最終候補 | 黒澤主計       | 宇宙の果てのフォークロア                                  |            |            |
| 第2回（2015年）  | 最終候補 | 中村哲也       | 歌姫の罪と罰                                              |            |            |
| 第2回（2015年）  | 最終候補 | 森下淳士       | 僕らの時代とタイムカプセルアンサンブル                    |            |            |
| 第3回（2016年）  | 大賞     | 生馬直樹       | 夏をなくした少年たち                                      | 2017年1月  |            |
| 第3回（2016年）  | 最終候補 | 瑞穂はじめ     | むらぎもの                                                |            |            |
| 第3回（2016年）  | 最終候補 | 雨地草太郎     | 絶滅蝶洗礼                                                |            |            |
| 第3回（2016年）  | 最終候補 | 長谷川也       | この平和な街ではなにも起こらない                          |            |            |
| 第4回（2017年）  | 大賞     | 該当作なし     | 該当作なし                                                | 該当作なし | 該当作なし |
| 第4回（2017年）  | 最終候補 | 齋藤正信       | ころがる肝臓                                              |            |            |
| 第4回（2017年）  | 最終候補 | 石井しんぎゅら | プロジェクト・パトリオット                                |            |            |
| 第4回（2017年）  | 最終候補 | 瑞穂はじめ     | Aガール                                                   |            |            |
| 第4回（2017年）  | 最終候補 | 大鴉こう       | 82％のなみだ                                              |            |            |
| 第5回（2018年）  | 大賞     | 結城真一郎     | 名もなき星の哀歌                                          | 2019年1月  |            |
| 第5回（2018年）  | 最終候補 | 入谷近眞       | 明治銀座煉瓦 開化の幽霊                                   |            |            |
| 第5回（2018年）  | 最終候補 | 甲斐太朗       | 贖罪                                                      |            |            |
| 第5回（2018年）  | 最終候補 | 才川真澄       | 拳客 The Knuckle Athlete                                  |            |            |
| 第6回（2019年）  | 大賞     | 該当作なし     | 該当作なし                                                | 該当作なし | 該当作なし |
| 第6回（2019年）  | 優秀賞   | 村木美涼       | 箱とキツネと、パイナップル                                | 2020年1月  |            |
| 第6回（2019年）  | 最終候補 | 凛野冥         | 探偵・渦目摩訶子は明鏡止水                                |            |            |
| 第6回（2019年）  | 最終候補 | 河瀬涼         | 廃墟の夢を語る女                                          |            |            |
| 第6回（2019年）  | 最終候補 | 甲斐太朗       | インターン・ヤクザ                                        |            |            |
| 第7回（2020年）  | 大賞     | 荻堂顕         | 擬傷の鳥はつかまらない                                    | 2021年1月  |            |
| 第7回（2020年）  | 最終候補 | 入谷近眞       | 僕と帝都と萬朝報の謎                                      |            |            |
| 第7回（2020年）  | 最終候補 | 宮田光         | 沼の国                                                    |            |            |
| 第7回（2020年）  | 最終候補 | 甲斐太朗       | 御母堂さまアドベンチャー・ワールド                        |            |            |
| 第7回（2020年）  | 最終候補 | 長沼憲弘       | ポグロムの船                                              |            |            |
| 第8回（2021年）  | 大賞     | 京橋史織       | 午前0時の身代金                                           | 2022年3月  |            |
| 第8回（2021年）  | 最終候補 | 入谷近眞       | ベロ藍の空 トウキョウブルー                               |            |            |
| 第8回（2021年）  | 最終候補 | 雨宮千秋       | 悪魔に願う                                                |            |            |
| 第8回（2021年）  | 最終候補 | 和倉稜         | 赤屍はいなくなった                                        |            |            |
| 第9回（2022年）  | 大賞     | 寺嶌曜         | キツネ狩り                                                | 2023年3月  |            |
| 第9回（2022年）  | 最終候補 | 五条紀夫       | クローズドサスペンスヘブン                                | 2023年4月  |            |
| 第9回（2022年）  | 最終候補 | 和居ナラブ     | 箱庭島に日は昇る                                          |            |            |
| 第9回（2022年）  | 最終候補 | 笹木嬰児       | 不謹慎な遊び                                              |            |            |
| 第10回（2023年） | 大賞     | 該当作なし     | 該当作なし                                                | 該当作なし | 該当作なし |
| 第10回（2023年） | 最終候補 | タカタマサト   | 幽霊探偵                                                  |            |            |
| 第10回（2023年） | 最終候補 | 大神晃         | 天狗屋敷の殺人                                            | 2024年5月  |            |
| 第10回（2023年） | 最終候補 | 佐伯祐一郎     | 急迫不正                                                  |            |            |
| 第10回（2023年） | 最終候補 | 入谷眞琴       | ミスティックアロマ調合師マーリーチーと カルトなナラティブ |            |            |
| 第11回（2024年） | 大賞     | 二礼樹         | リストランテ・ヴァンピーリ                                | 2025年3月  |            |
| 第11回（2024年） | 最終候補 | 小石陽太       | とある浴室からの脱出                                      |            |            |
| 第11回（2024年） | 最終候補 | 日部星花       | 罪の引力、あるいは匣の底                                  |            |            |
| 第11回（2024年） | 最終候補 | 長沼憲弘       | ひばかり峠                                                |            |            |